# Aphaenogaster tipuna
Aphaenogaster tipuna é uma espécie de inseto do gênero Aphaenogaster, pertencente à família Formicidae.